# 강화 전등사 약사전 석불좌상
강화 전등사 약사전 석불좌상은 인천광역시 강화군, 전등사 약사전에 있는 석불이다. 2004년 4월 6일 인천광역시의 유형문화재 제57호로 지정되었다.

## 개요
이 석불좌상은 고려 말 조선 초에 제작된 것으로 신체비례로 보아 갸름한 체구에 단아한 얼굴형을 하고 있어 고려 불상 양식을 잘 나타내고 있다. 전방을 향한 얼굴에 눈을 약간 아래로 내려 뜬 단아한 얼굴과 목은 정확한 삼도가 있어 길어 보이고, 벌어진 어깨선은 자연스러워 보이며 두 손을 앞으로 모아 선정인을 하였다. 그리고 약합을 들고 있어 전형적인 약사여래임을 알 수 있다. 
통견의 두꺼운 가사는 길상좌를 취한 무릎 아래까지 자연스럽게 내려졌으며 옷 주름은 훤칠한 자세에 비해 약간은 형식적으로 보인다. 전체적으로 부피감이 결여되고 경직된 느낌을 주는데 이는 두꺼운 칠과 금분을 정밀하지 못하게 처리하였기 때문이다.

## 같이 보기
- 전등사

## 참고 자료
- 전등사약사전석불좌상 - 국가유산청 국가유산포털